# 韓鰍
韓鰍為輻鰭魚綱鯉形目鰍科鰍屬的其中一種，為溫帶淡水魚，該物種分布於亞洲南韓淡水流域，棲息在底層水域，生活習性不明。

## 扩展阅读
維基物種上的相關：韓鰍